# كامبريدج (فيرمونت)
كامبريدج (بالإنجليزية: Cambridge, Vermont)‏ هي بلدة تقع بولاية فيرمونت في الولايات المتحدة. تبلغ مساحتها 164.9 (كم²)، وترتفع عن سطح البحر 231 م، بلغ عدد سكانها 3186 نسمة في عام 2000 حسب إحصاء مكتب تعداد الولايات المتحدة وتصل الكثافة السكانية فيها 19.3 نسمة/كم2.

## وصلات خارجية
- The US50 - Cities and Towns in Vermont State
- Vermont Cities and Towns, Facts, Map, Flag, Colleges, Government, and More